# KV17
Ngôi mộ KV17 nằm ở Thung lũng của các vị Vua, Ai Cập và cũng được biết đến với cái tên "Belzoni' s tomb" và "những ngôi Mộ của Apis" và "những ngôi mộ của Psammis, con trai của Nechois", là ngôi mộ của Pharaon Seti I của Vương triều 19. Nó là một trong những cách trang trí ngôi mộ trong thung lũng. Hiện nay nó gần như là luôn luôn bị đóng cửa do thiệt hại. Đó là ngôi mộ đầu tiên phát hiện bởi Giovanni Belzoni vào ngày 16 tháng 10 năm 1817. Khi lần đầu tiên ông bước vào ngôi mộ và tìm thấy những bức tranh tường tuyệt vời với điều kiện sơn trên các bức tường vẫn còn tươi và một số nghệ sĩ sơn và bàn chải vẫn còn trên sàn.
Ngôi mộ dài nhất trong thung lũng, nó dài 137.19 mét, nó chứa rất nhiều tượng và công trình điêu khắc được bảo quản tốt. Một trong số các phòng mộ ở phía sau được trang trí với Nghi lễ Mở Miệng. Họ tin vào sự cần thiết của cuộc sống ở thế giới bên kia, đây là một tín ngưỡng rất quan trọng. Một đường hầm dài (hành lang K) đi sâu vào sườn núi từ bên dưới các vị trí mà các quan tài đặt dựng đứng trong phòng chôn cất. Gần đây cuộc khai quật của hành lang này đã được hoàn thành. Hóa ra không có bí mật nào bên trong phòng chôn cất ở buồng cuối. Công việc trên hành lang đã bị bỏ dở, khi chôn cất Seti I.
Ngôi mộ được biết đến như là "Mộ Apis" bởi vì khi Giovanni Belzoni tìm thấy ngôi mộ đã phát hiện ra xác ướp của một con bò ở phòng bên kia của buồng chôn cất.
Một số bức tường trong ngôi mộ đã sụp đổ hoặc bị nứt do cuộc khai quật vào cuối thập niên 50 và đầu thập niên 60, gây nên những thay đổi quan trọng của độ ẩm trong những tảng đá xung quanh.

Thung lũng các vị Vua - KV17
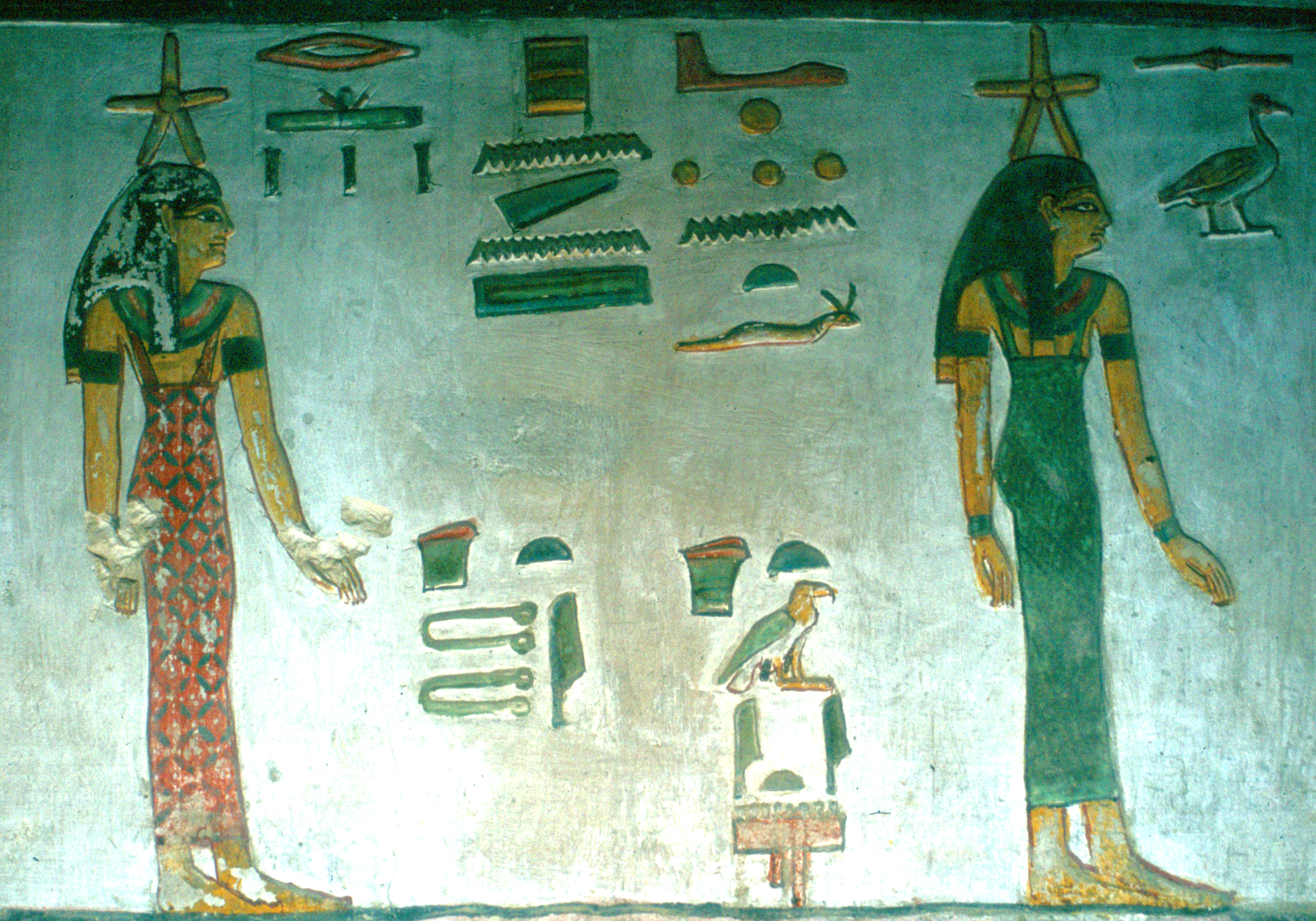
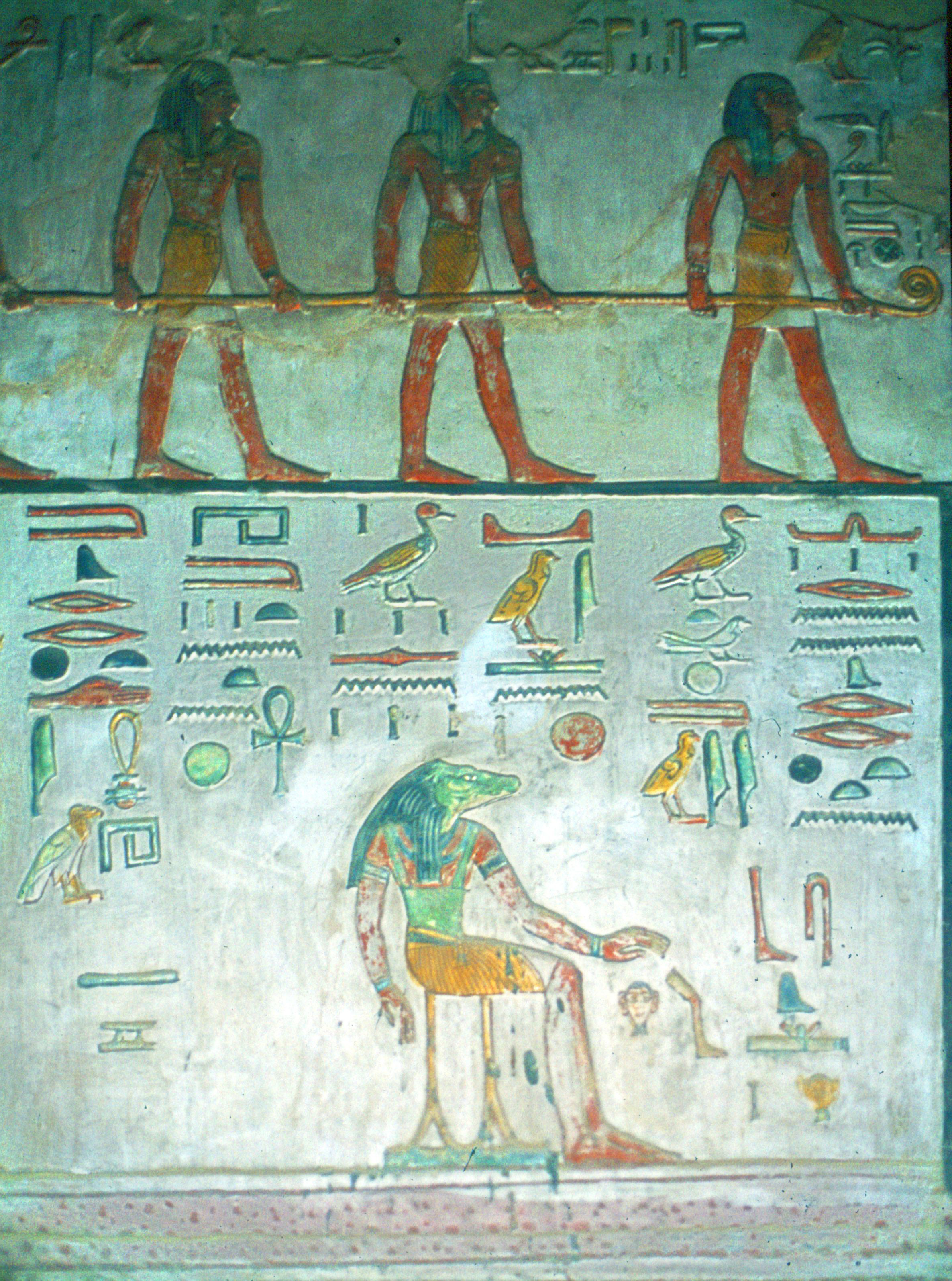
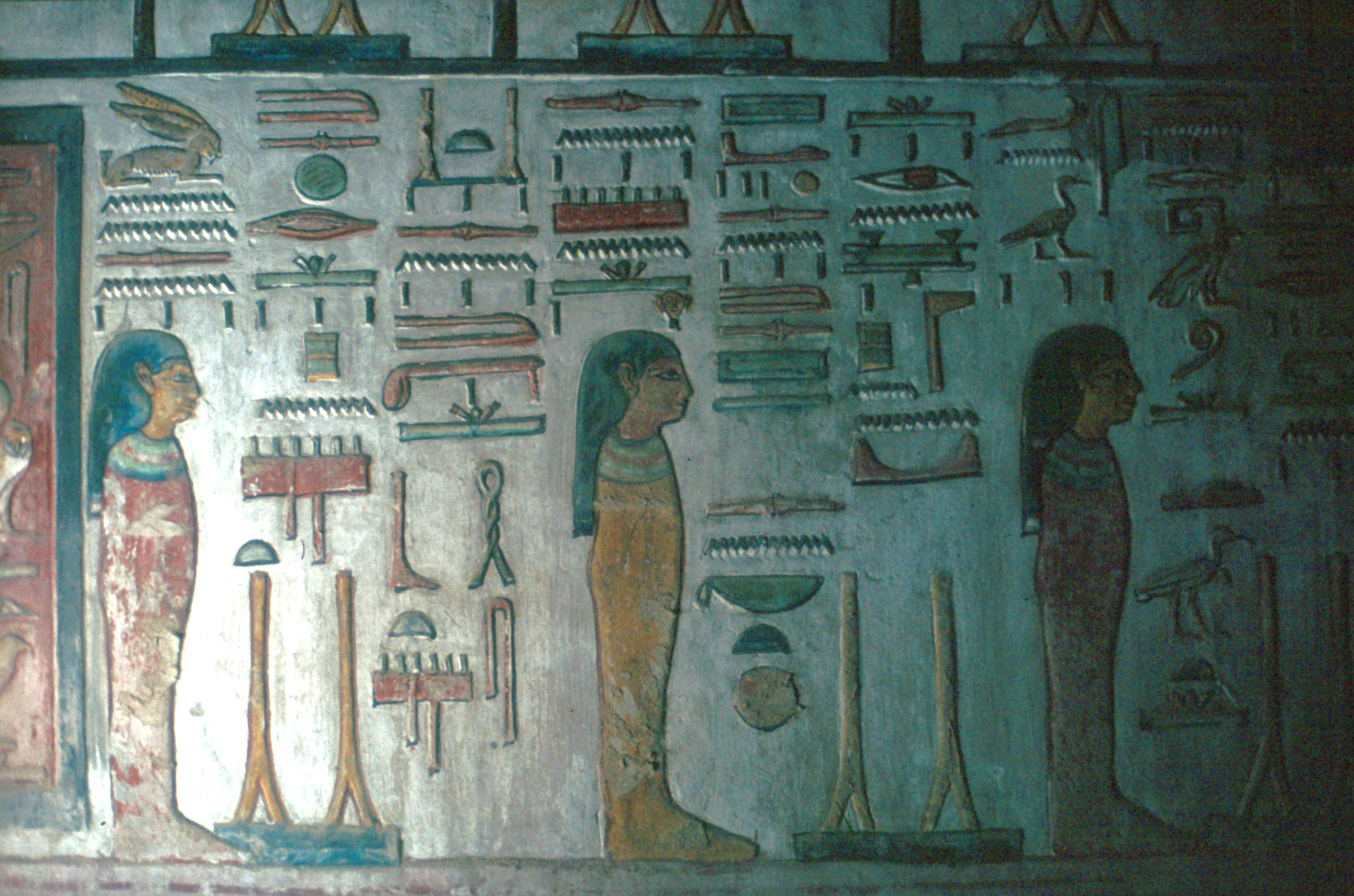
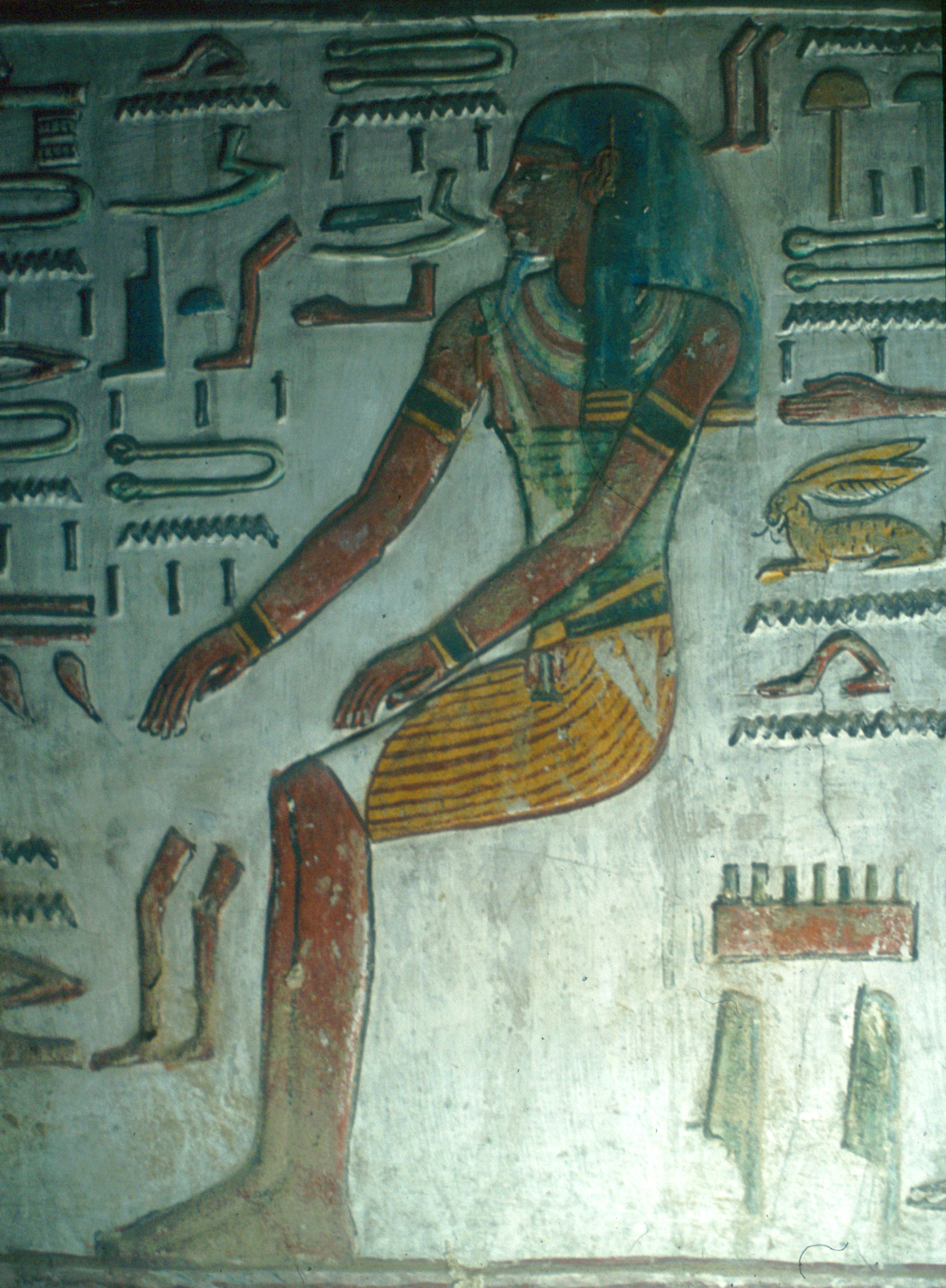

## Xem thêm

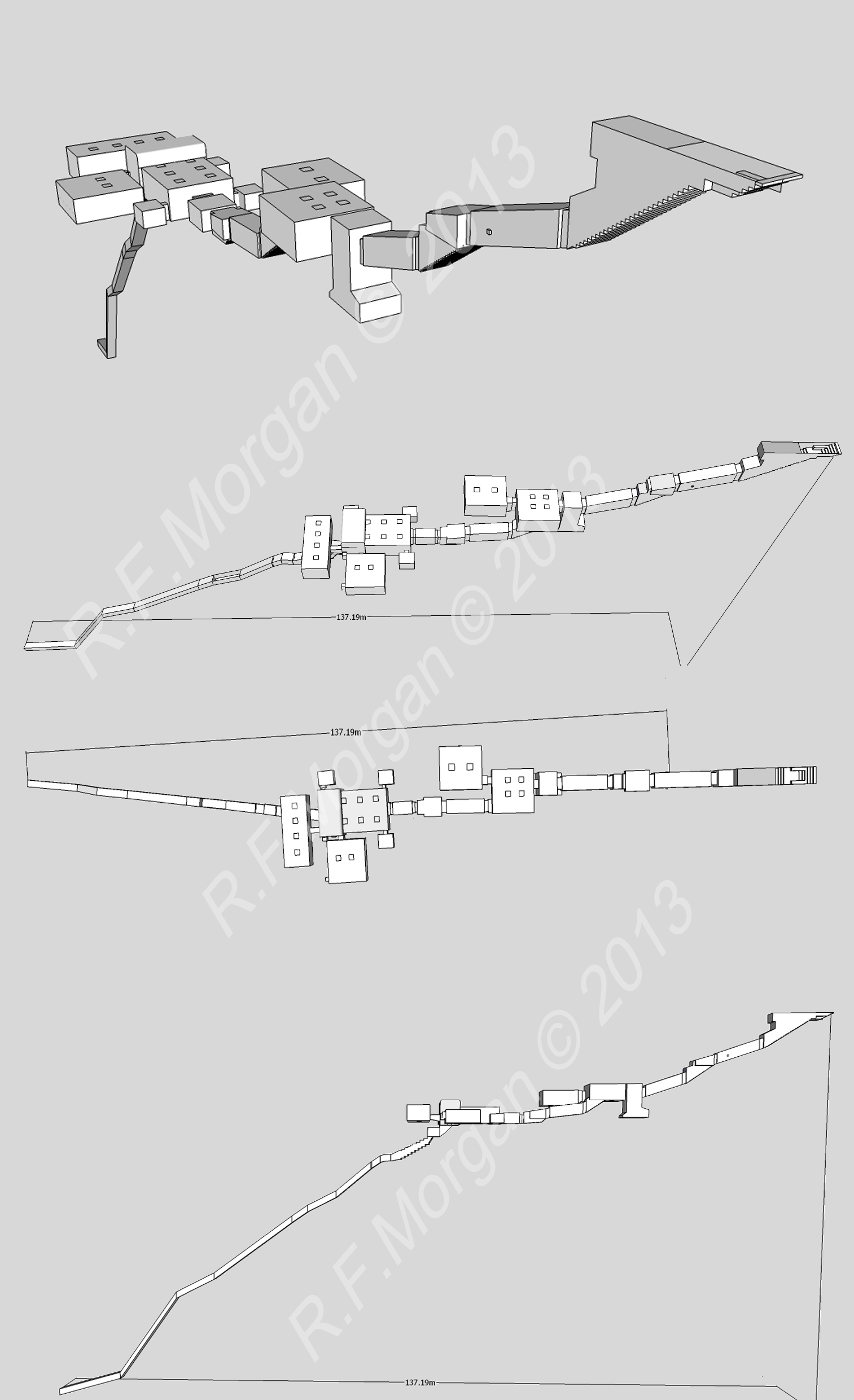
Hình ảnh của KV17 lấy từ một mô hình 3d